# Emil Rác
Emil Rác (25. července 1853, Rakovník - 17. března 1900, Litomyšl) byl český učitel, kartograf a knihovník.

## Život
Od roku 1868 studoval na rakovnické reálce, kde maturoval v roce 1873. Poté studoval na pražské technice.
Působil jako učitel v matiční škole v Litovli. Odtud se přestěhoval v roce 1885 do Litomyšle, kde učil na obecné škole pro chlapce a na hospodářské zimní škole.

## Dílo

### Kartograf
Pro potřeby výuky navrhl řadu návrhů učebních pomůcek, které vydal ve dvou svazcích s názvem Návrhy diagramů pro školy obecné a měšťanské (1886 a 1889). Sestavil a vydal nástěnné mapy:
- Brno : diagram ku soujmennému článku školních čítanek sestavili a vydali Emil Rác a Ant. Mikolášek, Litomyšl : Emil Rác : Ant. Mikolášek, ca 1880-1900
- Praha : diagram ku soujmennému článku školních čítanek, Litomyšl : Emil Rác a Ant. Mikolášek, ca 1880-1900
- Vídeň : diagram ku soujmennému článku šk. čítanek, Litomyšl : Emil Rác a Ant. Mikolášek, ca 1880-1900

V závěru života sestavil Rácův atlas pro školy obecné, který vydala po jeho smrti jeho manželka. Podařilo se jí docílit toho, že atlas byl ministerstvem kultu a vyučování v prosinci 1901 schválen jako učební pomůcka pro obecné školy.

### Knihovník
V letech 1891-1900 byl prvním knihovníkem litomyšlské veřejné knihovny.